# Бернд IV фон Арним
Бернд IV фон Арним (на немски: Bernd IV. von Arnim; * 1542; † 10 юни 1611 в Бойценбург в Бранденбург) е благородник от род Арним в Бранденбург.
Той е вторият син на фогт и тайния съветник Ханс VIII фон Арним († 1553) и съпругата му Елизабет фон Бюлов († 1548), дъщеря на мекленбургския таен съветник Стефан фон Бюлов († пр. 1555) и Маргарета фон Алефелт. Внук е на съветника на Курфюрство Бранденбург Хенинг III фон Арним Млади († 1445) и Анна фон Бредов-Кремен († 1515).
Брат е на Курт фон Арним (1540 – 1586), женен 1571 г. в Льокниц за Анна фон дер Шуленбург (1545 – 1575) и след това за Анна фон Коце († 1595). Сестра му Анна фон Арним († 1599) е омъжена на 13 януари 1552 г. в Бойтценбург за Юрген фон Бланкенбург (1509 – 1597), таен съветник в Бранденбург.

## Фамилия
Бернд IV фон Арним се жени на 24 октомври 1574 г. в Льокниц за София фон дер Шуленбург (* 13 май 1556, Вестербург; † 12 септември 1605, Бойтценбург), дъщеря на Йоахим II фон дер Шуленбург „Богатия“ (1522 – 1594) и София фон Велтхайм († 1558). Съпругата му София е сестра на Анна, съпругата на брат му Курт. Те имат три дъщери:
- Анна фон Арним (* ок. 1590), омъжена на 18 октомври 1608 г. в Пренцлау за Каспар фон Бредов († 14 май 1640), син на Ханс фон Бредов († 1598) и Маргарета фон Арним († сл. 1621)
- Мария Маргарета фон Арним († ок. 1638), омъжена пр. 1619 г. за Бусо Кламор фон Арним († 1638), син на Вернер III фон Арним († 1604) и Гертруд фон Алвенслебен (1564 – 1620)
- Елизабет Катарина фон Арним († сл. 1645), омъжена 1634 г. за Йоахим Георг I фон Арним (* пр. 1609), син на Вернер III фон Арним († 1604) и Гертруд фон Алвенслебен (1564 – 1620)

Бернд IV фон Арним се жени втори път на 28 февруари 1610 г. в Берлин за Гертруд фон Розенхаген,
Бракът е бездетен.